# Jonás Gutiérrez
Jonás Manuel Gutiérrez (Presidente Roque Sáenz Peña, 5 luglio 1983) è un ex calciatore argentino, di ruolo difensore o centrocampista.

## Carriera

### Club
Centrocampista di fascia, ha cominciato la carriera nelle file del Vélez Sársfield, con cui ha giocato dal 2001 al 2005. Ha vinto il torneo di Clausura del campionato argentino nel 2005. Acquistato dal Maiorca nel medesimo anno, ha giocato nella Liga spagnola per tre stagioni, prima di trasferirsi agli inglesi del Newcastle nel 2008. Con i Toons tocca quota 100 presenze il 19 aprile 2011, nello 0-0 contro il Manchester United, ed il 27 settembre seguente prolunga il suo contratto in scadenza fino al 2015. Nel marzo 2013 gli viene diagnosticato un tumore al testicolo, prontamente asportato. Nel gennaio del 2014 ulteriori controlli confermano una recidiva del tumore.
Dopo questi esami si è sottoposto ad una cura chemioterapica. Il 13 gennaio viene ceduto in prestito al Norwich City, con cui disputa solamente quattro partite. A fine stagione fa ritorno al Newcastle. Il 3 novembre seguente è stato dimesso dall'ospedale. Torna in campo, a un anno e mezzo di distanza dall'ultima volta, il 4 marzo 2015, nella sfida casalinga di Premier League contro il Manchester United. Il 24 maggio seguente torna al gol, nella vittoria per 2-0 contro il West Ham che consente alla squadra di salvarsi. A fine stagione il Newcastle decide di non rinnovare il suo contratto ed il giocatore rimane quindi svincolato.
Il 1º settembre 2015 viene ingaggiato dagli spagnoli del Deportivo La Coruña.

### Nazionale
Ha debuttato con la maglia dell'Argentina nel febbraio 2007 in amichevole contro la Francia, mentre ha messo a segno la sua prima rete in nazionale l'11 febbraio 2009, sempre in un'amichevole con la Francia.
È stato anche convocato ai Mondiali sudafricani del 2010 da Diego Armando Maradona. Fa il suo esordio nella manifestazione partendo da titolare in occasione della gara con la Nigeria vinta per 1-0.

## Statistiche

### Cronologia presenze e reti in nazionale
| Cronologia completa delle presenze e delle reti in nazionale ― Argentina | Cronologia completa delle presenze e delle reti in nazionale ― Argentina | Cronologia completa delle presenze e delle reti in nazionale ― Argentina | Cronologia completa delle presenze e delle reti in nazionale ― Argentina | Cronologia completa delle presenze e delle reti in nazionale ― Argentina | Cronologia completa delle presenze e delle reti in nazionale ― Argentina | Cronologia completa delle presenze e delle reti in nazionale ― Argentina | Cronologia completa delle presenze e delle reti in nazionale ― Argentina |
| Data                                                                     | Città                                                                    | In casa                                                                  | Risultato                                                                | Ospiti                                                                   | Competizione                                                             | Reti                                                                     | Note                                                                     |
| ------------------------------------------------------------------------ | ------------------------------------------------------------------------ | ------------------------------------------------------------------------ | ------------------------------------------------------------------------ | ------------------------------------------------------------------------ | ------------------------------------------------------------------------ | ------------------------------------------------------------------------ | ------------------------------------------------------------------------ |
| 7-2-2007                                                                 | Saint-Denis                                                              | Francia                                                                  | 0 – 1                                                                    | Argentina                                                                | Amichevole                                                               | -                                                                        | 79’ 90’                                                                  |
| 11-9-2007                                                                | Melbourne                                                                | Australia                                                                | 0 – 1                                                                    | Argentina                                                                | Amichevole                                                               | -                                                                        | 72’                                                                      |
| 4-6-2008                                                                 | San Diego                                                                | Argentina                                                                | 4 – 1                                                                    | Messico                                                                  | Amichevole                                                               | -                                                                        | 73’                                                                      |
| 19-6-2008                                                                | Belo Horizonte                                                           | Brasile                                                                  | 0 – 0                                                                    | Argentina                                                                | Qual. Mondiali 2010                                                      | -                                                                        | 87’                                                                      |
| 20-8-2008                                                                | Minsk                                                                    | Bielorussia                                                              | 0 – 0                                                                    | Argentina                                                                | Amichevole                                                               | -                                                                        |                                                                          |
| 11-9-2008                                                                | Lima                                                                     | Perù                                                                     | 1 – 1                                                                    | Argentina                                                                | Qual. Mondiali 2010                                                      | -                                                                        | 16’                                                                      |
| 19-11-2008                                                               | Glasgow                                                                  | Scozia                                                                   | 0 – 1                                                                    | Argentina                                                                | Amichevole                                                               | -                                                                        | 70’                                                                      |
| 11-2-2009                                                                | Marsiglia                                                                | Francia                                                                  | 0 – 2                                                                    | Argentina                                                                | Amichevole                                                               | 1                                                                        |                                                                          |
| 28-3-2009                                                                | Buenos Aires                                                             | Argentina                                                                | 4 – 0                                                                    | Venezuela                                                                | Qual. Mondiali 2010                                                      | -                                                                        | 68’                                                                      |
| 6-6-2009                                                                 | Buenos Aires                                                             | Argentina                                                                | 1 – 0                                                                    | Colombia                                                                 | Qual. Mondiali 2010                                                      | -                                                                        |                                                                          |
| 10-6-2009                                                                | Quito                                                                    | Ecuador                                                                  | 2 – 0                                                                    | Argentina                                                                | Qual. Mondiali 2010                                                      | -                                                                        | 76’                                                                      |
| 12-8-2009                                                                | Mosca                                                                    | Russia                                                                   | 2 – 3                                                                    | Argentina                                                                | Amichevole                                                               | -                                                                        | 85’                                                                      |
| 11-10-2009                                                               | Buenos Aires                                                             | Argentina                                                                | 2 – 1                                                                    | Perù                                                                     | Qual. Mondiali 2010                                                      | -                                                                        |                                                                          |
| 15-10-2009                                                               | Montevideo                                                               | Uruguay                                                                  | 0 – 1                                                                    | Argentina                                                                | Qual. Mondiali 2010                                                      | -                                                                        |                                                                          |
| 3-3-2010                                                                 | Monaco di Baviera                                                        | Germania                                                                 | 0 – 1                                                                    | Argentina                                                                | Amichevole                                                               | -                                                                        |                                                                          |
| 24-5-2010                                                                | Buenos Aires                                                             | Argentina                                                                | 5 – 0                                                                    | Canada                                                                   | Amichevole                                                               | -                                                                        |                                                                          |
| 12-6-2010                                                                | Johannesburg                                                             | Argentina                                                                | 1 – 0                                                                    | Nigeria                                                                  | Mondiali 2010 - 1º turno                                                 | -                                                                        | 41’                                                                      |
| 17-6-2010                                                                | Johannesburg                                                             | Argentina                                                                | 4 – 1                                                                    | Corea del Sud                                                            | Mondiali 2010 - 1º turno                                                 | -                                                                        | 55’                                                                      |
| 27-6-2010                                                                | Johannesburg                                                             | Argentina                                                                | 3 – 1                                                                    | Messico                                                                  | Mondiali 2010 - Ottavi di finale                                         | -                                                                        | 79’                                                                      |
| 11-8-2010                                                                | Dublino                                                                  | Irlanda                                                                  | 0 – 1                                                                    | Argentina                                                                | Amichevole                                                               | -                                                                        | 75’                                                                      |
| 7-10-2011                                                                | Buenos Aires                                                             | Argentina                                                                | 4 – 1                                                                    | Cile                                                                     | Qual. Mondiali 2014                                                      | -                                                                        | 85’                                                                      |
| Totale                                                                   |                                                                          | Presenze                                                                 | 21                                                                       |                                                                          | Reti                                                                     | 1                                                                        |                                                                          |

## Palmarès

### Club

#### Competizioni nazionali
- Campionato argentino: 1

Vélez Sársfield: Clausura 2005

#### Competizioni internazionali
- Coppa Sudamericana: 1

Independiente: 2017
- Coppa Suruga Bank: 1

Independiente: 2018